# Aloe lugardiana
Aloe lugardiana é uma espécie de liliopsida do gênero Aloe, pertencente à família Asphodelaceae.